# アンジェロ・コンテルノ
アンジェロ・コンテルノ（Angelo Conterno、1925年3月13日 - 2007年12月1日）は、イタリア、トリノ出身の元自転車競技（ロードレース）選手。

## 来歴
プロ年代は1950年から1965年まで。
1956年、生涯ただ一度の出場となったブエルタ・ア・エスパーニャで、ヘスス・ロロニョを13秒差下し総合優勝。1959年にはチューリッヒ選手権を制覇。この他、イタリア国内で開催されたセミクラシックレースでの優勝歴も少なくない。

## 主な戦績
1952
ジロ・デ・イタリア 総合5位、区間1勝=第2
1953
ジロ・デ・イタリア 総合5位
1954
ジロ・デル・ラツィオ 優勝
ジロ・デ・イタリア 総合10位、区間1勝=第4
1955
ジロ・デ・イタリア 総合10位、区間1勝=第18
ジロ・ディ・ロンバルディア 3位
1956
 ブエルタ・ア・エスパーニャ 総合優勝、区間1勝=第2
1957
ジロ・デル・ヴェネト 優勝
1958
ロンド・ファン・フラーンデレン 3位
1959
チューリッヒ選手権 優勝
1961
ジロ・デル・ピエモンテ 優勝
1963
チューリッヒ選手権 2位